# Dassault Mystère-Falcon
Mystère-Falcon er et fransk fly produceret af Dassault.